# GZC Donk
Goudsche Zwemclub DONK ou Donk Gouda é um clube de polo aquático da cidade de Gouda, Países Baixos.

## História
O clube foi fundado em 1886. 

## Títulos
- Liga Neerlandesa de Polo aquático
  - 1923, 1954, 1957, 2008, 2009, 2010